# Яков Фак
Яков Фак (хорв. Jakov Fak; 1 серпня 1987, Рієка, Югославія) — хорватський і словенський (за Словенію виступає від сезону 2010/2011 років) біатлоніст, бронзовий призер Зимових Олімпійських ігор 2010 (Ванкувер, Канада — за Хорватію), чемпіон світу 2012 року, призер етапів Кубка світу.

## Кар'єра
Яков Фак у біатлоні, починаючи від 2001 року. В тому ж (2001) році офіційно став членом Національної збірної з біатлону Хорватії.
До Кубка світу з біатлону 2008/2009 не показував високих спортивних результатів, однак на першому ж етапі цього сезону в Естерсунді потрапив у залікову зону, ставши 37-м у спринті, а вже на третьому в Гохфільцені став узагалі 15-м в індивідуальній гонці, що дозволило багатьом фахівцям заговорити про хорватського «біатлонного вундеркінда» і «темну конячку» в особі Фака на будь-яких дорослих найпрестижніших змаганнях з біатлону. 

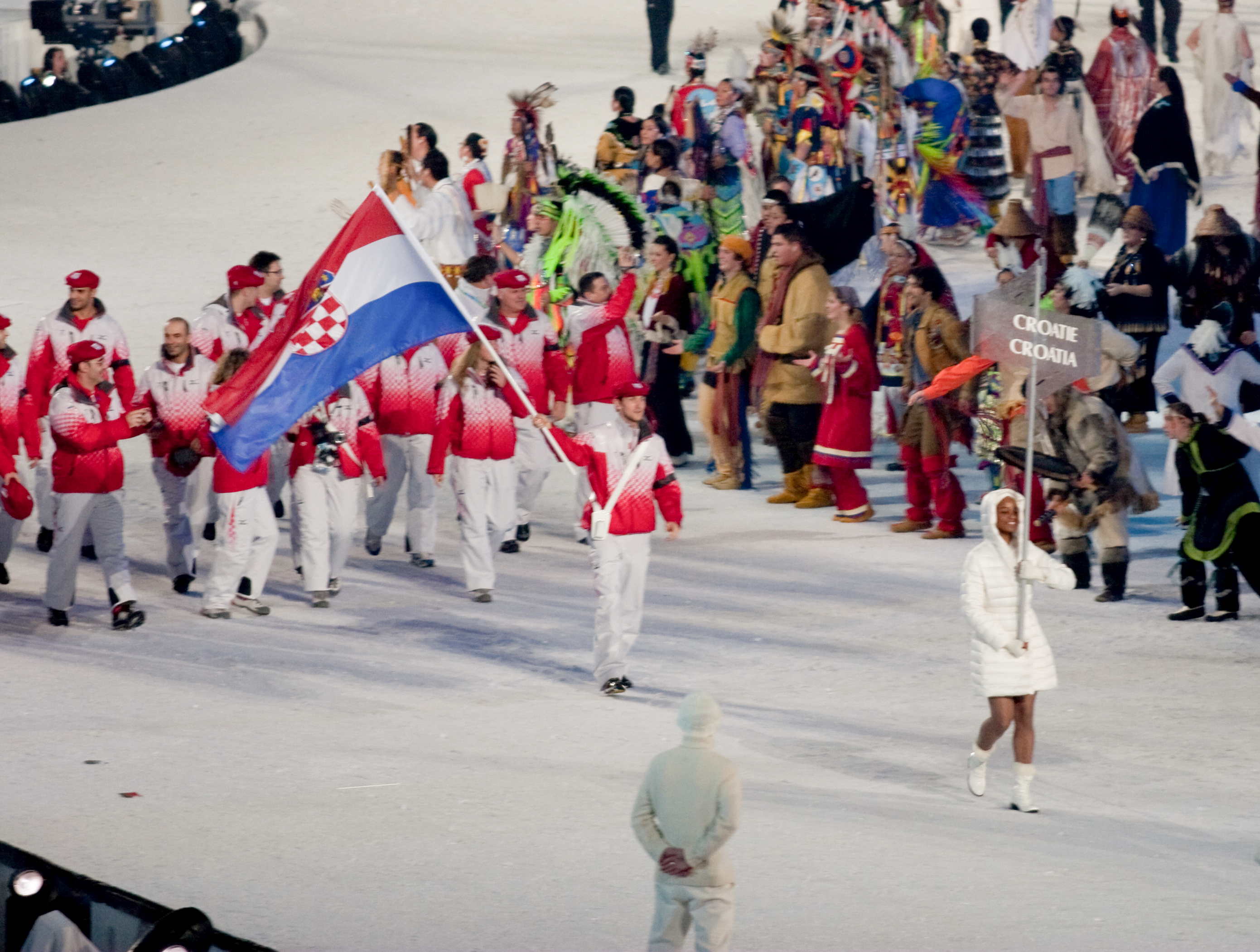
Збірна Хорватії на XXI Зимовій Олімпіаді (2010)

Цей статус він сповна підтвердив на Чемпіонаті світу з біатлону 2009 року, не лише ставши 14-м у спринті і потому за його результатами 25-м у гонці переслідування, а й виборовши свою першу медаль Чемпіонатів світу з біатлону — «бронзу» в індивідуальній гонці.
14 лютого 2010 року Яков Фак у стартовій для чоловічої біатлонної програми на XXI Зимовій Олімпіаді (Ванкувер, Канада) гонці спринт (10 км) показав доволі неочікувано високий 3-й результат, виборовши бронзову медаль. На церемонії відкриття Олімпійських ігор Яков Фак був прапороносцем.
У сезоні 2009/2010 років Яков Фак був єдиним хорватським біатлоністом найвищого міжнародного рівня. Тоді ж неодноразово з'являлися повідомлення про запрошення Якову Факу від об'єктивно сильнішої Збірної Словенії з біатлону перейти до її лав, проте спортсмен до часу відкидав їх. Однак після Олімпіади й завершення сезоку в літнє міжсезоння Якоб Фак офіційно оголосив про свій перехід до Збірної Словенії з біатлону, і від сезону 2010/2011 років виступає за цю сусідню для його батьківщини країну.